# KMPホールディングス
株式会社KMPホールディングス（英: KMP Holdings Co., Ltd.）は、韓国の音楽流通会社。SMエンタテインメント、YGエンターテインメント、JYPエンターテインメントなど、芸能プロダクション7社による合弁で設立された。

## 概要
2010年3月、SMエンタテインメント、YGエンターテインメント、JYPエンターテインメント、スター帝国、メディアライン、キャンエンターテインメント、ミュージックファクトリーの芸能プロダクション7社により設立された音楽流通会社。社名の「KMP」は「Korean Music Power」の略である。

## 沿革
2010年3月、SMエンタテインメント、YGエンターテインメント、JYPエンターテインメント、スター帝国、メディアライン、キャンエンターテインメント、ミュージックファクトリーの芸能プロダクション7社が、ニューメディア事業のための合資会社「KMPホールディングス」を設立。同社は今後、スマートフォンなどを活用した新しい概念の音楽サービス事業や放送番組制作事業、音源流通事業などを進める計画だという。
2012年11月、KTの子会社であるKTミュージックがKMPを買収され、2013年6月中旬にKTミュージックに吸収合併された。

## 受賞
2013年2月13日、韓国・ソウルのオリンピック公園オリンピックホールにて開催された「第2回 GAONチャートK-POPアワード」において、KMPが貢献賞を受賞した。